# João Fonseca (tennis)
Pour les articles homonymes, voir João Fonseca et Fonseca.
João Fonseca, né le 21 août 2006 à Rio de Janeiro (Brésil), est un joueur de tennis brésilien, professionnel depuis 2024.
Vainqueur de l'US Open junior 2023, il devient champion du monde junior en fin d'année.

## Biographie
João Franca Guimarães Fonseca naît le 21 août 2006 à Ipanema, quartier de Rio de Janeiro, de Roberta et Christiano Fonseca,. Son père est PDG et cofondateur d'IP Capital Partners, le premier fonds spéculatif indépendant au Brésil. João Fonseca commence à jouer au tennis à l'âge de 4 ans au Rio de Janeiro Country Club, situé à côté de chez lui.
Il ne se met cependant à pratiquer régulièrement le tennis qu'à partir de ses 11 ans, préférant auparavant le football jusqu'à connaître un accident sur le terrain,.

## Carrière

### 2022: vainqueur de la Coupe Davis Junior
João Fonseca est un grand espoir du tennis mondial depuis très jeune. Naturellement, il est suivi de très près par tous les observateurs et il suscite un énorme engouement dans son pays, au Brésil. Dès ses 15 ans, lors de ses premiers pas en Grand Chelem chez les juniors à Roland-Garros en 2022, la légende Gustavo Kuerten, plus grand joueur brésilien de l'histoire, ancien numéro 1 mondial et triple vainqueur de Roland-Garros, assiste à son match du premier tour remporté face au Macédonien Kalin Ivanovski (63-7, 6-4, 6-2).
Il est le leader de l'équipe brésilienne qui remporte la Coupe Davis Junior en 2022. Il réussit un parcours exceptionnel en remportant tous ses matchs, six en simple et deux en double, pour huit victoires au total et un seul set concédé,,. Il apporte le Saladier d'Argent à son pays après sa victoire en 2 sets sur Kaylan Bigun (6-4, 6-1) dans le deuxième simple de la finale contre les États-Unis qui permet au Brésil de s'imposer 2 à 0,.
Ce titre est historique pour le Brésil qui remporte la première compétition par équipes de tennis de toute son histoire, toutes catégories et tous sexes confondus.

### 2023: champion du monde junior
Grâce à quelques victoires sur des tournois au Brésil, João Fonseca intègre le top 1000 au classement ATP fin 2022 à seulement 16 ans. Il débute sur le circuit ATP à Rio de Janeiro en février 2023 après avoir reçu une invitation.
Actif sur le circuit ITF Junior depuis 2020, il atteint la finale du tournoi de double garçons de l'Open d'Australie 2023 avec Alexander Blockx. Quart de finaliste en simple, il atteint le même stade de compétition à Roland-Garros et Wimbledon. Il est aussi finaliste à Criciúma et s'impose à Roehampton. En septembre, il remporte l'US Open après une victoire sur Learner Tien, qui lui permet d'accéder à la première place mondiale. Il est ainsi sacré champion du monde junior, devenant le premier Brésilien à terminer la saison en tête de ce classement.

### 2024: premières victoires ATP et titre en Challenger
João Fonseca commence sa saison 2024 par une demi-finale lors du Challenger de Buenos Aires. Classé n°655, il fait une deuxième apparition dans le tableau principal de l'Open de Rio. Il enregistre sa première victoire ATP contre le 36e mondial Arthur Fils en ne cédant que quatre jeux (6-0, 6-4), devenant le premier joueur né en 2006 à remporter un match sur le circuit,. Ensuite, il bat Cristian Garín (6-4, 6-4) pour atteindre les quarts de finale où il est battu par une autre surprise, l'Argentin Mariano Navone. Il est le deuxième plus jeune quart de finaliste en ATP 500 depuis Alexander Zverev à Hambourg en 2014,. Peu après, il annonce officiellement sa décision de devenir professionnel, renonçant à son éligibilité universitaire envers l'université de Virginie.
En mars, il se qualifie pour la finale de l'Open du Paraguay à Asuncion où il perd contre son compatriote Gustavo Heide. Invité pour l'Open de Roumanie à Bucarest, il atteint les quarts de finale, battant notamment Lorenzo Sonego. Il enchaîne avec le Masters de Madrid où il bat l'Américain Alex Michelsen.
Il intègre le top 200 début août après son premier titre Challenger à Lexington contre l'Australien Li Tu, devenant à 17 ans le plus jeune champion Challenger de la saison. Il échoue ensuite aux portes du tableau principal de l'US Open. Sélectionné lors de la phase finale de la Coupe Davis, il remporte deux de ses trois matchs dont un face à Botic van de Zandschulp.

### 2025:1ertitreà Buenos Aires et première victoire contre un top 10
João Fonseca remporte son deuxième titre Challenger à Canberra lors de son tout premier tournoi de la saison en battant l'Américain Ethan Quinn en finale, enregistrant sa 10e victoire consécutive.
À 18 ans, Fonseca se qualifie pour le tableau principal du premier Grand Chelem de sa carrière, l'Open d'Australie, en remportant ses trois matchs lors des qualifications. Pour son premier match en Grand Chelem, il signe sa première victoire face à un joueur du top 10 en battant le no 9 mondial, Andrey Rublev en trois sets (7-61, 6-3, 7-65).
Il s'envole pour la tournée sur ocre sud-américaine en février à Buenos Aires et affronte plusieurs Argentins spécialistes de la surface. Il bat au premier tour Tomás Martín Etcheverry, ancien quart de finaliste à Roland-Garros (6-3, 6-3), puis remonte le score contre le repêché Federico Coria (2-6, 6-4, 6-2) et Mariano Navone (3-6, 6-4, 7-5) pour rejoindre les demi-finales. Il joue une nouvelle bataille en trois sets contre le qualifié Laslo Djere (7-63, 5-7, 6-1) pour disputer sa première finale sur le circuit ATP sur terre battue. Opposé à un quatrième Argentin, Francisco Cerúndolo, tombeur plus tôt dans le tournoi du numéro deux mondial Alexander Zverev, il se montre solide (6-4, 7-61) pour obtenir son deuxième titre en carrière, le premier pour un Brésilien en capitale argentine depuis Gustavo Kuerten, vingt-quatre ans plus tôt. Il devient également le sixième plus jeune joueur à remporter un titre ATP.
Au tournoi de Roland-Garros, il bat au premier tour en trois sets (6-2, 6-4, 6-2) la tête de série no 30, le Polonais Hubert Hurkacz.

## Caractéristiques de jeu
Son style de jeu agressif et sa puissante frappe lui valent d'être comparé à Jannik Sinner ou encore Carlos Alcaraz,.

## Palmarès

### Titre en simple
| No | Date       | Nom et lieu du tournoi            | Catégorie       | Dotation    | Surface      | Finaliste           | Score               |          |
| -- | ---------- | --------------------------------- | --------------- | ----------- | ------------ | ------------------- | ------------------- | -------- |
| -  | 18-12-2024 | Next Gen ATP Finals, Djeddah      | Next Gen Finals | 2 050 000 $ | Dur (int.)   | Learner Tien        | 2-4, 4-38, 4-0, 4-2 |          |
| 1  | 10-02-2025 | IEB+ Argentina Open, Buenos Aires | ATP 250         | 658 390 $   | Terre (ext.) | Francisco Cerúndolo | 6-4, 7-61           | Parcours |

## Parcours dans les tournois duGrand Chelem

### En simple
| Année | Open d'Australie | Open d'Australie | Internationaux de France | Internationaux de France | Wimbledon      | Wimbledon            | US Open | US Open        |
| ----- | ---------------- | ---------------- | ------------------------ | ------------------------ | -------------- | -------------------- | ------- | -------------- |
| 2024  | —                | —                | —                        | —                        | Q1             | Alejandro Moro Canas | Q3      | Eliot Spizziri |
| 2025  | 2e tour (1/32)   | Lorenzo Sonego   | 3e tour (1/16)           | Jack Draper              | 3e tour (1/16) | Nicolás Jarry        |         |                |

N.B. : à droite du résultat se trouve le nom de l'ultime adversaire.

## Parcours dans lesMasters 1000
| Année | Indian Wells      | Miami                | Monte-Carlo | Madrid            | Rome                 | Canada                 | Cincinnati        | Shanghai | Paris |
| ----- | ----------------- | -------------------- | ----------- | ----------------- | -------------------- | ---------------------- | ----------------- | -------- | ----- |
| 2024  | —                 | —                    | —           | 2e tour C. Norrie | —                    | —                      | —                 | —        | —     |
| 2025  | 2e tour J. Draper | 3e tour A. de Minaur | —           | 2e tour T. Paul   | 1er tour F. Marozsán | 1er tour T. Schoolkate | 3e tour T. Atmane |          |       |

N.B. : sous le résultat se trouve le nom de l’ultime adversaire.

## Palmarès Junior

### En simple
- Tournois du Grand Chelem junior :
  - Vainqueur de l'US Open juniors en 2023.

### Par équipes
- Vainqueur de la Coupe Davis Junior en 2022.

## Palmarès sur le circuit Challenger

### Titres en simple
| # | Date       | Tournoi                         | Surface | Adversaire       | Score      |
| - | ---------- | ------------------------------- | ------- | ---------------- | ---------- |
| 1 | 04-08-2024 | Tournoi de Lexington, Lexington | Dur     | Li Tu            | 6-1, 6-4   |
| 2 | 05-01-2025 | Challenger Canberra, Canberra   | Dur     | Ethan Quinn      | 6-4, 6-4   |
| 3 | 10-03-2025 | Arizona Tennis Classic, Phoenix | Dur     | Alexander Bublik | 7-65, 7-60 |

### Finale en simple
| # | Date       | Tournoi                      | Surface      | Adversaire    | Score          |
| - | ---------- | ---------------------------- | ------------ | ------------- | -------------- |
| 1 | 24-03-2024 | Tournoi d’Asuncion, Asuncion | Terre battue | Gustavo Heide | 5-7, 7-66, 1-6 |

## Victoires sur le top 10
Toutes ses victoires sur des joueurs classés dans le top 10 de l'ATP lors de la rencontre.
| Légende      |
| Grand Chelem |
| Masters      |
| Masters 1000 |
| 500 Series   |
| 250 Series   |
| Coupe Davis  |

| # | J.F.   | Tournoi          | Année | Surface | Adversaire    | Rang | Tour | Score           |
| - | ------ | ---------------- | ----- | ------- | ------------- | ---- | ---- | --------------- |
| 1 | no 112 | Open d'Australie | 2025  | Dur     | Andrey Rublev | no 9 | 1/64 | 7-61, 6-3, 7-65 |

## Équipement et sponsors
Fonseca porte les chaussures de la marque On dont Roger Federer est actionnaire,.

## Classements ATP en fin de saison
| Année          | 2022 | 2023 | 2024 |
| Rang en simple | 834  | 722  | 113  |
| Rang en double | 813  | 710  | 545  |

Source : (en) Classements de João Fonseca (tennis) sur le site officiel de la Fédération internationale de tennis